# حادث قطار العياط (يناير 2016)
هو حادث تصادم سيارة نقل بقطار في مزلقان البليدة بالعياط صباح 31 يناير 2016، وكانت سيارة النقل تقل عمالا، وأدى الحادث لوفاة 6 أشخاص وإصابة 3 آخرين.